# Felsito
Felsito é a designação dada a um tipo de rocha ígnea de textura fina, composta principalmente de quartzo e feldspatos, e coloração félsica que varia desde o branco ao cinzento-claro e do rosado ao acastanhado-claro. Uma variedade de felsito, de origem filoniana, apresenta escassos fenocristais grandes de feldspatos e é designada por pórfiro felsítico.
A União Internacional de Ciências Geológicas não recomenda o uso deste termo.